# Bitwa pod Guinegate
Bitwa pod Guinegate (znana też jako bitwa pod Enguinegatte) – starcie zbrojne, które miało miejsce 7 sierpnia 1479 pod Enguinegatte (dzisiejsza Pikardia w departamencie Pas-de-Calais) w trakcie wojny o sukcesję burgundzką (1477–1482).

## Kulisy wojny
Dnia 19 sierpnia 1477 r. Maksymilian I poślubił Marię Burgundzką, jedyną spadkobierczynię jej ojca Karola Zuchwałego (Śmiałego) poległego w bitwie pod Nancy w dniu 5 stycznia 1477 r. Księstwo Burgundii było wówczas lennem francuskim. Po śmierci Karola król francuski Ludwik XI zaczął traktować tereny Burgundii jako własne lenno i wysłał swoje wojska do Burgundii, Pikardii, Artois, a także do Flandrii i Hannegau. Do ziem tych rościł sobie prawo także arcyksiążę Maksymilian I. Wojska francuskie pod wodzą Ludwika XI maszerując na odsiecz twierdzy Therouanne natknęło się na wojska Maksymiliana I.
Poprzednie lata przyniosły niemałe zmiany w prowadzeniu bitew. W bitwach pod Grandson i Murten w roku 1477 wojska szwajcarskie odniosły zwycięstwa dzięki wykorzystaniu sił piechoty uzbrojonej w piki i halabardy. Dominujące dotychczas konne rycerstwo ustępowało miejsca wojskom piechoty. Sukces Szwajcarów odbił się szerokim echem w innych krajach, które korzystały z taktyki Helwetów. Jako pierwsze lekcję z porażki wyciągnęły siły burgundzkie. Jednak 20-letni Maksymilian nie posiadał zbyt dużego doświadczenia wojskowego, które nie pozwoliło mu wyjść naprzeciw nowej organizacji armii. Na szczęście posiadał on w swoich szeregach hrabiego de Romont, pochodzącego z rejonów Neuenburga i znającego doskonale szwajcarską taktykę wojenną. Hrabia nauczył flamandzkich lancknechtów ustawianie szyku bitewnego i jego zastosowanie podczas walki.

## Bitwa
Dostępne źródła niewiele mówią o samej bitwie. Wiadomo, że armią francuską dowodził Philippe de Crevecoeur. Siłami burgundzko-niemieckimi dowodził sam arcyksiążę Maksymilian I. Miał on jakoby brać udział w walce w szeregach lancknechtów, uzbrojony w długą pikę/włócznię odpierał ataki rycerstwa francuskiego. Jego osobisty przykład wlał odwagę w serca wojsk burgundzkich, które walczyły z wielką determinacją.
Początkowo pieszy łucznicy zmusili do odwrotu jazdę Maksymiliana I i dostali się do jego obozu, podczas gdy flamandzka piechota dzielnie odpierała kolejne natarcia jazdy francuskiej. Szala zwycięstwa przychyliła się na korzyść Maksymiliana I, kiedy flamandzkim pikinierom udało się rozbić francuską jazdę i zmusić ją do odwrotu. Następnie Flamandczycy zaatakowali francuskich łuczników i rozbili ich oddziały.
Francuzi zostali pokonani i opuścili pole walki. Dzięki zwycięstwu arcyksiążę odzyskał spory obszar ziemi od Hennegau do miasta Cambrai.

## Następstwa bitwy
Cesarz Maksymilian przekonał się o sile piechoty typu flamandzkiego i szwajcarskiego. Dzięki temu poddał piechotę niemiecką reformie, wprowadzając nowe oddziały lancknechtów.
W 1482 r. w wyniku upadku z konia zmarła Maria Burgundzka. Francja ponownie stała się zagrożeniem dla Burgundii. Wkrótce doszło do podpisania pomiędzy oboma państwami układu pokojowego w Arras. W jego wyniku Francja otrzymała utracone przed kilku laty na rzecz Maksymiliana prowincje Artois i księstwo Burgundii (Hrabstwo Burgundii pozostało w domenie Habsburgów).